# Hans Küppers
Hans Küppers (Essen, 24 dicembre 1938 – 15 dicembre 2021) è stato un calciatore tedesco, di ruolo centrocampista.

## Carriera

### Club
Disputò gran parte della sua carriera con il Monaco 1860, squadra con cui vinse una Coppa di Germania e la Bundesliga; in precedenza aveva già vinto una Coppa di Germania militando nello Schwarz-Weiß Essen.

### Nazionale
Ha totalizzato 7 presenze con la nazionale tedesca, esordendo il 23 dicembre 1962 in amichevole contro la Svizzera e mettendo subito a segno una rete al minuto 79. Mise a segno una seconda rete, sempre in amichevole, contro la Turchia quattro anni più tardi.

## Palmarès
- Campionato tedesco: 1

Monaco 1860: 1965-1966
- Coppa di Germania: 2

Schwarz Weiss Essen: 1964
Monaco 1860: 1959